# Zapardiel de la Ribera
Zapardiel de la Ribera és un municipi de la província d'Àvila, a la comunitat autònoma de Castella i Lleó.